# Stolnica Svetichoveli
Stolnica Svetichoveli (gruzijsko: სვეტიცხოვლის საკათედრო ტაძარი, svet'icxovlis sak'atedro t'adzari; dobesedno Stolnica Stebra življenja) je pravoslavna krščanska stolnica v zgodovinskem mestu Mcheta v Gruziji, severozahodno od gruzijske prestolnice Tbilisi. Je mojstrovina zgodnjega in visokega srednjega veka, ki jo je UNESCO leta 1994 uvrstil na seznam svetovne dediščine. Trenutno je druga največja cerkvena zgradba v Gruziji, po stolnici Svete Trojice v Tbilisiju.
Svetichoveli je bila znana kot shramba zatrjevane relikvije Kristusove tunike, je že dolgo ena glavnih gruzijskih pravoslavnih cerkva in spada med najbolj cenjene kraje čaščenja v regiji . Stolnica je skozi stoletja služila kot grobnica kraljev. Sedanjo križno strukturo je med letoma 1010 in 1029 dokončal srednjeveški gruzijski arhitekt Arsukidze, čeprav lokacija datira v začetek 4. stoletja. Zunanja oblika stolnice je dobro ohranjen primer značilnih okraskov 11. stoletja.
Stolnica velja za ogroženo kulturno znamenitost , saj je preživela številne neprijetnosti, številne njene neprecenljive freske pa so bile izgubljene zaradi beljenja ruskih carskih oblasti.

## Zgodovina

### Zgodnja zgodovina
Prvotna cerkev je bila zgrajena v 4. stoletju, v času vladavine Miriana III. iz Kartlija (Iberija). Sveta Nina naj bi izbrala sotočje rek Mtkvari (Kura) in Aragvi za kraj prve gruzijske cerkve.
Po gruzijski hagiografiji je bil v 1. stoletju našega štetja gruzijski Jud iz Mchete z imenom Elias v Jeruzalemu, ko je bil Jezus Kristus križan. Elias je od rimskega vojaka na Golgoti kupil Jezusovo tuniko in jo prinesel nazaj v Gruzijo. Ko se je vrnil v rodno mesto, ga je srečala njegova sestra Sidonija, ki je ob dotiku s tuniko takoj umrla zaradi čustev, ki jih je sprožil sveti predmet. Tunike ni bilo mogoče odstraniti iz oprijema, zato je bila z njo pokopana . Kraj, kjer je Sidonija pokopana, je ohranjen v stolnici. Pozneje je iz njenega groba zrasla ogromna cedra. Potem ko je naročila cedro posekati za gradnjo cerkve, je sveta Nina za temelje cerkve iz nje naredila sedem stebrov. Sedmi steber je imel čarobne lastnosti in se je sam dvignila v zrak. Na zemljo se je vrnil, potem ko je sveta Nina molila celo noč. Nadalje je bilo rečeno, da je iz čarobnega sedmega stebra tekla sveta tekočina, ki je zdravila ljudi vseh bolezni.
V gruzijskem jeziku sveti pomenijo 'steber', choveli pa pomeni 'dati življenje' ali 'živeti', od tod tudi ime stolnice. Ikona, ki prikazuje ta dogodek, je vidna v tretjem stebru na levi strani od vhoda. Široko razmnožena po Gruziji prikazuje Sidonijo z angelom, ki dviga steber v nebesa. Sveta Nina je v ospredju: kralj Mirian in njegova žena, kraljica Nana, sta desno in levo. Gruzija je leta 337 uradno sprejela krščanstvo kot svojo državno vero.

### Srednji vek in sodobnost
Stolnica Svetichoveli, prvotno zgrajena v 4. stoletju, je bila v zgodovini večkrat poškodovana, zlasti zaradi vpadov Arabcev, Perzijcev in Timurja, pozneje pa med rusko zasedbo in med sovjetskim obdobjem. Stavbo so poškodovali tudi potresi.
Sedanjo stolnico je zgradil med letoma 1010 in 1029 arhitekt Arsukidze na povabilo katolikosa Melhizedeka I. Gruzinskega. Takratni kralj Gruzije je bil Jurij I..
Konec 14. stoletja, ko jo je Timur uničil, je bila izvedena vidna obnova. Naslednja velika prenova je bila v začetku 15. stoletja, ko je bila zgrajena sedanja kupola, ki so jo nato sredi 17. stoletja ponovno obnovili.
Med obnovo 1970–71, ki ji je predsedoval Vahtang Cincadze, je bila najdena baza bazilike, ki jo je v poznem 5. stoletju, nad prvotno cerkvijo svete Nine, zgradil kralj Vahtang I. Gorgasali. V zgodnjih letih gruzijske cerkvene gradnje je bila bazilika prevladujoča vrsta gruzijske cerkvene arhitekture, še preden se je pojavil slog križane kupole.
Stolnico obdaja obrambni zid, zgrajen iz kamna in opeke v času kralja Heraklija II. leta 1787.
V začetku leta 1830 je stolnico obiskal ruski cesar. V povezavi s tem so bile porušene portalne galerije, ki so obdajale cerkev s severa, zahoda in juga, ker so bile v nezadovoljivem stanju.
Arheološka raziskovanja leta 1963 so na južnem delu stene odkrila hišo patriarha iz 11. stoletja. Znotraj cerkvenega dvorišča so našli ostanke dvonadstropne palače patriarha Antona II.

## Arhitektura
Stolnica je postavljena na ravni planoti sredi starega mesta Mcheta kot njene najpomembnejše konstrukcije, vidne iz skoraj vsakega dela mesta.
Podnožje trinadstropne bazilike, ki naj bi jo zgradil Vahtang I. Gorgasali na prvotni cerkvi sv. Nine, so arheologi našli ob obnovi v letih 1970–71. Njeni ostanki so vidni v zahodnih in jugovzhodnih delih, pa tudi pod stebri pod tlemi. Ostanke še starejše lesene cerkve so našli v južnem kraku križa.
Arhitektura sedanje stolnice Svetichoveli, ki izvira iz okoli leta 1020, temelji na slogu kupole nad križem v kvadratu, cerkvene arhitekture, ki se je v Gruziji pojavila v zgodnjem srednjem veku po politični združitvi Gruzije s strani Bagrata III. (978-1014). Značilnost tega sloga je, da je kupola postavljena na vse štiri strani cerkve. Prvotno je bila bolj harmonična tristopenjska silhueta, s portali na jugu, zahodu in severu. Severni in južni portal sta bila porušena v 1830-ih. Trenutni vhod v stolnico je z zahoda.
Zgradba cerkve je namenjena zagotavljanju dobre akustike. Velika okna na kupoli in stenah nudijo pomembno svetlobo. Cerkev je v svojem tlorisu križ s krajšimi prečnimi in daljšimi vzdolžnimi kraki. Vzhodni konec ima apsido. Kupola stolnice je bila skozi stoletja večkrat rekonstruirana, da bi cerkev ostala v dobrem stanju. Trenutna kupola je iz 15. stoletja, njen zgornji del je bil rekonstruiran v 17. stoletju, ko je izgubila prvotno velikost in bila znižana.
Osnovni kamen, ki se je uporabljal za stolnico, je peščeno rumen z vzorcem, okoli oken apside pa je uporabljen rdeč kamen. Zeleni kamen, ki se uporablja v tamburju kupole, je iz 17. stoletja.
Pročelja cerkve so bogato okrašena. Linija slepih arkad po celotnem obodu je nespremenjena od 11. stoletja. Loki se vzpenjajo ali spuščajo glede na višino ustreznega dela fasade in ustvarjajo vtis stalnega gibanja . Dve visoki in globoki niši vzhodne fasade sta v jasnem nasprotju z okoliškimi osvetljenimi stenami. Vsako okno je obdano z okrasnimi črtami in stiliziranimi pavjimi okraski. Podobne okraske najdemo v zgornjih delih vzhodnih niš. Besedilo nad okni vzhodne fasade kaže, da je cerkev zgradil katolikos Melhizedek. Nad njim sta od treh novejših oken z dodatki pod streho južno postavljena dva nizka reliefa, orel z odprtimi krili in lev pod njim.
Veliko okno zavzema večino zahodne zgornje strani cerkve. Okras prikazuje Jezusov vnebohod, s Kristusom sedečim na prestolu, na obeh straneh sta dva angela. Ta okras v obliki trikotnika se harmonično prilega trikotniku vogala in lokom pod njim. Prvotna skulptura na steni se ni ohranila, ampak je bila večkrat obnovljena, nazadnje v 19. stoletju

### Arhitekt Arsukidze
Legenda obkroža reliefno skulpturo na zunanji severni steni. Ta prikazuje desno roko in roko z dletom - simbolom kamnoseka - z napisom:
Roka Arsukidzeja, božjega sužnja, naj mu bo odpuščeno.
Napis na vzhodni fasadi nadalje potrjuje dejstvo, da Arsukidze ni doživel, da bi videl svojo mojstrovino dokončano (leta 1029):
To sveto cerkev je zgradila roka tvojega ubogega služabnika, Arsukidzeja. Naj tvoja duša počiva v miru, mojster.
Roman Konstantina Gamsahurdija Roka velikega mojstra se navezuje na legendo, za katero ni nobenih dokumentarnih dokazov, da je bil duhovnik, ki je bil tudi Arsukidzejev zavetnik in učitelj, tako ljubosumen na Arsukidzejev uspeh, da je svoj vpliv pri kralju izkoristil zato, da je bila arhitektova desna roka odrezana. Po romanu je bil tudi kralj Jurij ljubosumen na Arsukidzeja zaradi njegove ljubimke, lepe Šorene.

### Ikone in freske
Notranje stene stolnice so bile nekoč v celoti okrašene s srednjeveškimi freskami, ohranjenih je le malo. V 1830-ih, ko naj bi cesar Nikolaj I. obiskal Mcheto, so ruske oblasti razbile galerije in prebelile brezčasne freske, da bi stolnici dali 'urejen videz'; car na koncu sploh ni prišel. Danes so po skrbni obnovi nekatere freske oživili, vključno z upodobitvijo Zver apokalipse iz 13. stoletja in figurami zodiaka.
Stene so okrašene s številnimi krščanskimi pravoslavnimi ikonami, od katerih večina ni originalnih (izvirniki so v gruzijskih narodnih muzejih). Dekoracija cerkvenega kamnoseštva je tudi izklesano grozdje (kot v mnogih gruzijskih cerkvah), ki odraža starodavne tradicije v državi. Veliko Jezusovo figuro pri oltarju je v 19. stoletju naslikal ruski umetnik. Večina ikon tu izvira iz 20. stoletja. Nekatere so kopije starejših ikon in fresk iz drugih cerkva po Gruziji.
Dve glavi bikov na vzhodni fasadi, ostanki cerkve iz 5. stoletja, dokazujejo ljudski vpliv na krščansko ikonografijo v tistem zgodnjem obdobju.

### Krstilnik
Na desni strani od vhoda v stolnico je kamnit krstilnik iz 4. stoletja. Menijo, da je bil uporabljen za krst kralja Miriana in kraljice Nane. Takoj za njim je reprodukcija reliefa Arsukidzejeve desne roke in pomičnega kotnega merila, najdenega na severni fasadi.

### Simbolična kopija kapele Svetega groba
Na južni strani je v stolnico vgrajena majhna kamnita cerkev. To je simbolična kopija kapele Svetega groba v Jeruzalemu. Zgrajena med koncem 13. in začetkom 14. stoletja, je bila tu postavljena, da je Svetichoveli označila za drugo najsvetejše mesto na svetu (po cerkvi v Jeruzalemu), zahvaljujoč Kristusovi tuniki. Pred to kamnito kapelo je najbolj zahodna struktura s stebri med hodnikom in ladjo in  označuje Sidonijino grobnico. Tu so tudi ostanki originalnega Stebra življenja. Zgrajena je bila v 17. stoletju. Prizore iz življenja kralja Miriana in kraljice Nane ter portrete prvega krščanskega bizantinskega cesarja Konstantina I. in njegove matere Helene je takrat slikal G. Gulžavarašvili. Tu so našli sledi temeljev cerkve iz 4. stoletja.

### Prestol katolikosa-patriarha
Druga struktura, poravnana s stebri na južnem hodniku in je bila tudi zgrajena v 17. stoletju, je prestol katolikosa Diasamidzeja. Te funkcije ne opravlja več, saj trenutna tradicija zahteva, da je gruzijski patriarh v središču cerkve.

## Grobnice
- Grobnica Heraklija II.
- Grobnica Vahtanga I. Gorgasalija
- Dvojezični epitaf Tamare, prve žeje Jurija  XI.

Svetichoveli ni bila le kraj kronanja gruzijskih kraljev, ampak je bil tudi mesto njihovega pokopa. Znano je, da so tu pokopali deset, čeprav so našli le šest grobnic, vse pred oltarjem. Grob kralja Vahtanga I. najdemo v osrednjem delu stolnice in ga prepoznamo po majhni trdnjavi s svečami, ki stoji pred njim. Grob kralja Heraklija II. je prepoznan po meču in ščitu na njem. Njegov sin Jurij XII. je bil zadnji kralj Gruzije, njegova marmorna grobnica je poleg očeta. Pred oltarjem so tudi grobnice Davida VI., Jurija VIII., Luarsaba I. in različnih članov kraljeve družine Bagratidi, vključno s Tamaro, prvo ženo Jurija XI., katere epitaf iz leta 1684 je napisan v gruzijščini (Asomtavruli) in arabščini.

## Drugi objekti
Stolnica stoji sredi velikega dvorišča, ki ga obdajajo visoki zidovi s stolpi iz 18. stoletja. Zgornja klet je bila zasnovana za vojaške namene in ima prostore za orožje. Vhod v stolnico iz obzidja je zahodno. Obzidje ima osem stolpov: šest valjastih in dva kvadratna. Ostanke palače in dvonadstropni stolp iz 11. stoletja nad vrati so v jugozahodnem delu dvorišča. Stolp s kamnito arkado in dvema glavama bikov je na zahodni fasadi in ima prehod v pritličje. Napis govori, da je stolp zgradil katolikos Melhizedek.

## Grožnje
Poročilo Unesca iz leta 2010 je ugotovilo, da strukturna vprašanja ogrožajo splošno stabilnost stolnice.

## Slike
- Mcheta in stolnica Svetichoveli
- Obzidje.
- Vhod.
- Pogled na zunanjost.
- Pogled spredaj.
- Pogled zadaj.
- Freska Kristusa.
- panorama obzidja.
- Miniaturni park Šekvetili